# Dermomurex pacei
Dermomurex pacei är en snäckart som beskrevs av Edward James Petuch 1988. Dermomurex pacei ingår i släktet Dermomurex och familjen purpursnäckor. Inga underarter finns listade i Catalogue of Life.